# Três Rios
Três Rios − miasto w południowo-wschodniej Brazylii, w stanie Rio de Janeiro, nad rzeką Paraíba.
Liczba mieszkańców wynosi ok. 82 tys.
W mieście rozwinął się przemysł mięsny oraz chemiczny.